# Хэлле, Чарльз Эдвард
Чарльз Эдвард Халле (также иногда Эдвард Шарль Халле) (англ. Charles Edward Hallé; 1846—1914) — английский художник и создатель выставочной галереи. Он был художником исторических и жанровых сцен и портретов.

## Биография
Чарльз был сыном сэра Чарльза Халле, немецкого пианиста и дирижёра оркестра, который эмигрировал в Англию во время революции 1848 года. Его младшая сестра Элинор Халле была скульптором и изобретателем Его первыми профессорами были Ричард Дойл и Карло Марочетти, когда он поступил в Королевскую академию в Лондоне. В семнадцать лет он отправился во Францию и работал с Виктором Моттезом, учеником Энгра. Из Франции он отправился в Италию. Его привлекала традиция неоклассицизма в Риме.
По возвращении в Лондон он выставил четыре картины в Королевской академии в Лондоне в 1866 году, а затем отправился в Венецию, где изучал техники венецианских мастеров и пробовал писать в их стиле. Затем он вернулся в Англию и навсегда поселился в Лондоне. В 1877 году вместе с Дж. Коминсом Карром он помог лорду Куттсу Линдси в создании галереи Гросвенор. В 1888 году вместе с Бёрн-Джонсом он основал Новую галерею на Риджент-стрит.
В 1909 году он опубликовал свои воспоминания «Записки из жизни художника».
Он часто выставлялся в двух галереях, в основании которых он принимал участие. Его работы выставлялись в музее в Шеффилде.

## Прерафаэлиты
Несмотря на то, что он родился всего за два года до основания Братства прерафаэлитов, стилистически Халле твёрдо соответствовал эстетике этой группы.
О Чарльзе Хэлле тепло отзывалась Айседора Дункан в своей книге «Моя жизнь», опубликованной в 1927 году, в год её смерти. Она описывает развлечения, которыми они с Шарлем наслаждались вместе в Париже: долгие прогулки, поездки в сельскую местность, прогулки по галереям и обеды.

## Галерея

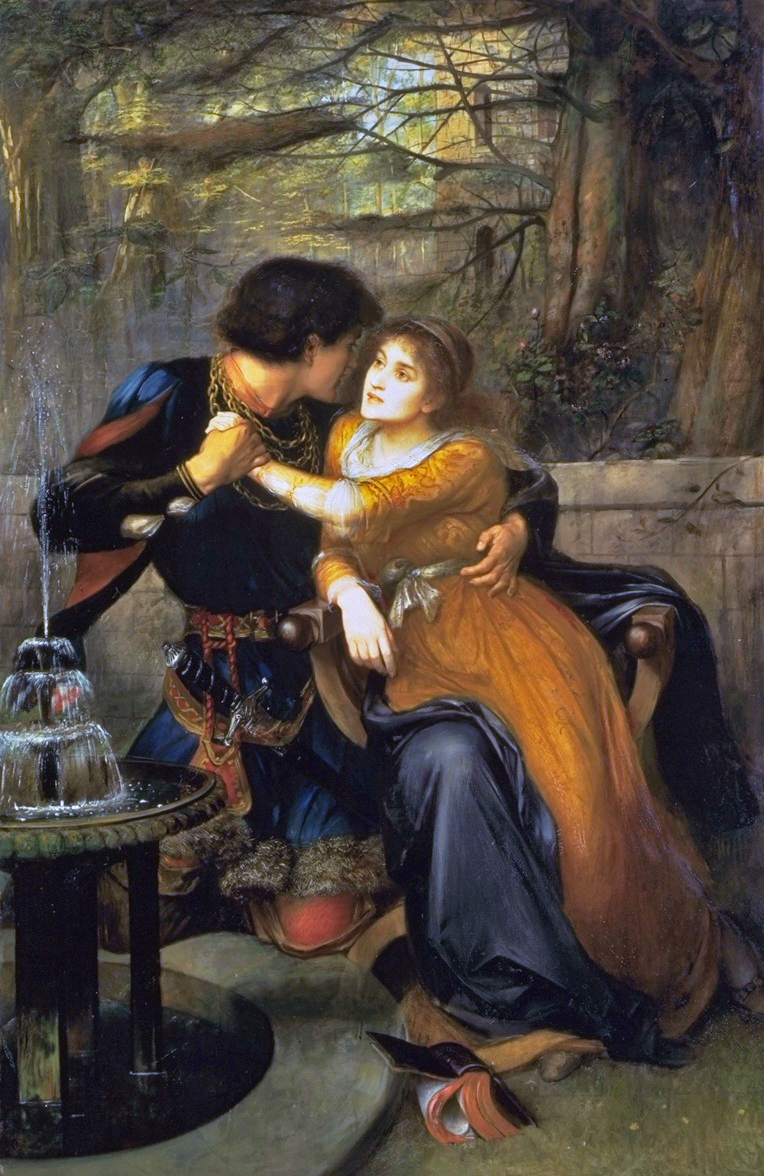
«Паоло и Франческа»
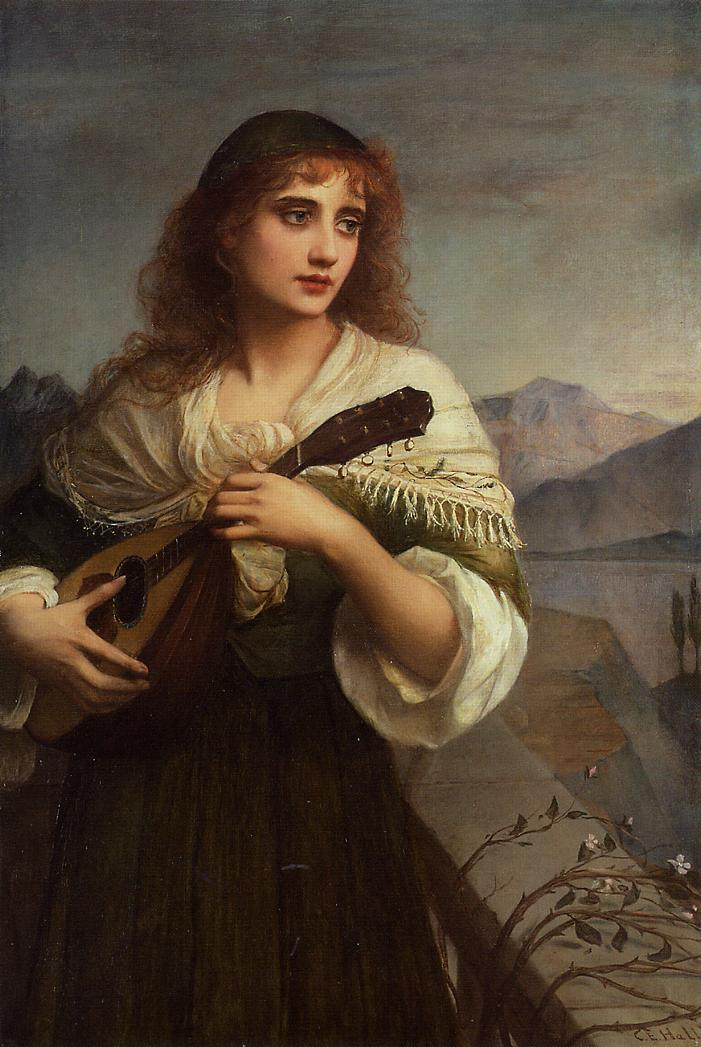
«Франческа и её лютня»
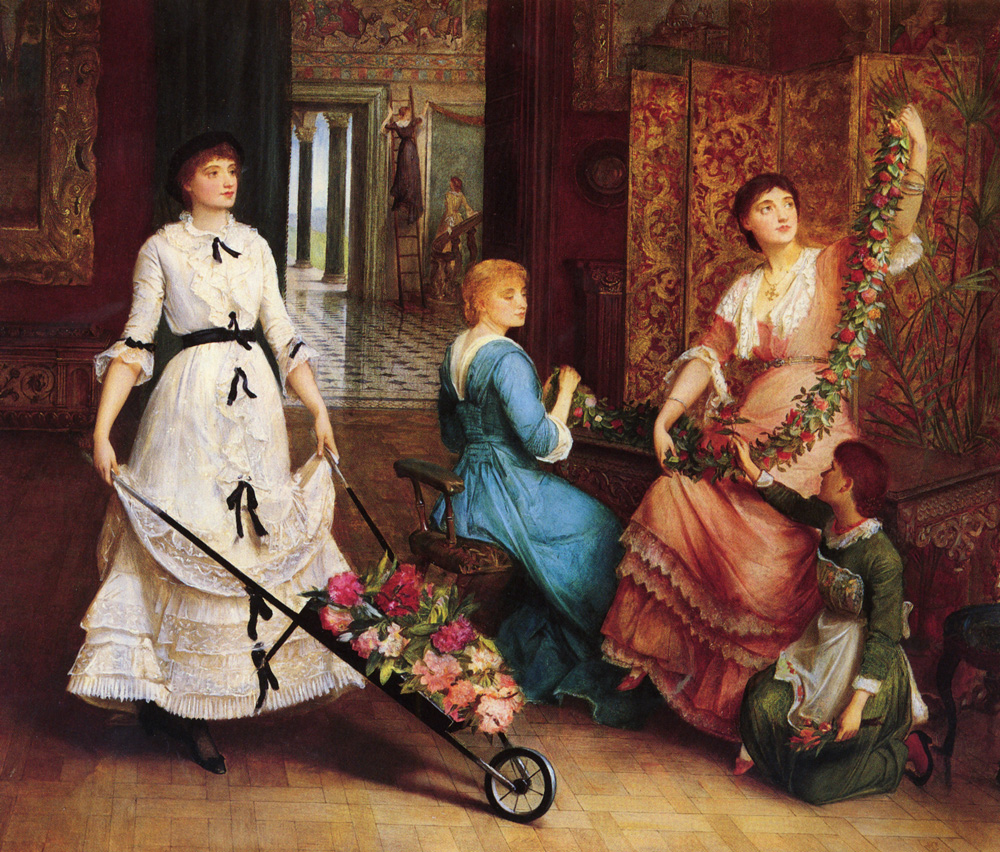
«Подготовка к балу»